# Jay Steensma
Jay Steensma (* 8. Dezember 1941 in Moscow, Idaho; † 7. Oktober 1994 in Seattle, Washington) war ein US-amerikanischer Maler, der oft als später Vertreter der Northwest School bezeichnet wird.

## Leben
Jay Steensma wurde in Moscow, Idaho geboren und wuchs in Belmont, Washington auf. 1959 zog er nach Seattle, um an der University of Washington School of Art zu studieren, wo er 1962 mit einem Bachelor of Fine Arts abschloss. Während seines Studiums lernte er wichtige Künstler der Northwest School wie Morris Graves und Mark Tobey kennen. Nach seinem Abschluss arbeitete er für kurze Zeit am Museum of Modern Art in New York City, kehrte jedoch 1965 nach Seattle zurück, um am Cornish College of the Arts zu unterrichten. 
Anfang der 1960er Jahre wurden seine Werke in Galerien in Seattle ausgestellt, und 1965 gewann er den ersten Preis für Malerei auf der Pacific Northwest Arts and Crafts Fair in Bellevue, Washington. Aufgrund gesundheitlicher Probleme, insbesondere einer manisch-depressiven Erkrankung, zog er sich jedoch in den 1970er Jahren aus der Kunstszene zurück. 1985 kehrte er mit einer Ausstellung in der Jackson Street Gallery in Seattle zurück und erlangte erneut Anerkennung in der Kunstwelt. Jay Steensma lebte mit seinem engen Freund und Künstlerkollegen Ree Brown im Stadtteil Greenlake in Seattle. Er starb 1994 im Alter von 52 Jahren in Seattle.

## Werk
Jay Steensma  war bekannt für seine abstrakten Darstellungen von Vögeln, Tieren und Landschaften. Oft verwendete er ungewöhnliche Materialien wie Latexfarbe auf braunen Papiertüten. Immer wiederkehrende Motive in seinen Werken waren Pokale, Schlangen, Häuser, Wolken, Vögel und Fische. Seine Bilder zeichnen sich durch gedämpfte Farben und eine gewisse Zartheit aus, die eine tiefe emotionale Resonanz hervorrufen. 